# سعود بن عبد الرحمن بن فيصل آل سعود
سعود بن عبد الرحمن بن فيصل بن تركي آل سعود (1880-1965)، شقيق عبد العزيز آل سعود، شارك معه في الكثير من المعارك، وهو أول وزير نفط في المملكة، ولد في الرياض لأسرة آل سعود الحاكمة في السعودية، والدته هي الأميرة موضي بنت جلوي بن تركي آل سعود.
بعد أن انتصر آل رشيد أمراء حائل على آل سعود، انتقل مع عائلته إلى الكويت إلى أن استرد أخيه عبد العزيز آل سعود الرياض سنة 1902.

## زوجاته
- الأميرة نورة بنت عبد الله آل الشيخ. والدة الأمير محمد، والأميرة حصة.
- الأميرة شاهة الوجعان. والدة الأمير فيصل، والأميرة الجوهرة.
- الأميرة سعدية الزهراني (متوفاة؛ يوليو 2018[1]). والدة الأميرة فهدة.
- الأميرة الجوهرة بنت سلمان السديري. والدة الأميرة طرفة، والأميرة موضي (متوفاة).
- والدة الأمير عبد الله.
- والدة الأميرة منيرة.
- والدة الأمير بندر، الأمير سعد، والأمير خالد.

## أبناؤه
- الأمير محمد بن سعود. متزوج من الأميرة هيا بنت عبد العزيز آل سعود وله من الأبناء الأميرة نورة (متزوجة من الأمير فيصل بن بندر بن عبد العزيز آل سعود)، الأميرة سارة، الأمير عبد العزيز، الأميرة الدكتورة مشاعل (أستاذ بحث مشارك في قسم الجغرافيا – كلية الآداب – جامعة الملك سعود، ومتزوجة من الأمير خالد بن بندر بن عبد العزيز آل سعود)[2]، الأمير سعد (وله من الأحفاد من ابنه الأمير محمد: الأميرة الجوهرة «متزوجة من الأمير تركي بن محمد بن فهد بن عبد العزيز آل سعود»[3]، الأمير سلطان «متزوج من الأميرة هيفاء بنت عبد العزيز بن بدر بن سعود بن عبد العزيز آل سعود»[4]، والأمير سعود «متزوج من الأميرة ريم بنت المعتصم بن سعود بن عبد العزيز آل سعود»)[5]، الأمير فيصل،الأمير ماجد، الأمير عبدالله، الأمير عبد الرحمن، الأمير عبد الله، والأمير فهد.
- الأمير فيصل بن سعود. متزوج من الأميرة قماش بنت عبد العزيز آل سعود وله من الأبناء الأميرة مشاعل، الأميرة نوف، الأمير خالد (متزوج من الأميرة دينا بنت سعود بن عبد العزيز آل سعود وله من البنات الأميرة مضاوي)، الأمير منصور (متوفى)، والأمير بندر (متوفى)[6] أسرته كالآتي:

| الزوجة                                | أبناؤه منها |
| ------------------------------------- | --- |
| الأميرة لطيفة بنت خلف الزايدي العتيبي | الأمير خالد (كان متزوج من الأميرة ياسمين المري وله من الأبناء الأميرة مشاعل "متزوجة من الأمير محمد بن بندر بن فهد بن سعد الأول بن عبد الرحمن آل سعود ولها من الأبناء الأمير بندر، والأمير فيصل"، الاميره نوف الأمير فيصل،متزوج من الاميره ساره بنت عبدالمحسن بن مشاري الاميره العنود، الأميرة لمى، والأمير سلطان، ومتزوج من الأميرة مها العوض وله من الأبناء الأميرة ريما، الأمير عبد العزيز، والأميرة سارة)، والأمير منصور (كان متزوج من الأميرة مها بنت فيصل بن تركي آل سعود وله من الأبناء الأمير تركي، الأميرة شهيدة، الأمير مشعل، والأميرة أضواء، ومتزوج من الأميرة مرام الهيضل وله من الأبناء الأميرة دنا، الأمير سلطان، الأمير محمد، والأميرة سارة) |
| الأميرة جواهر المرشد                  | الأميرة مشاعل (متزوجة من الأمير فيصل بن سعد بن عبد العزيز بن فيصل آل سعود ولها من البنات الأميرة مضاوي، والأميرة جواهر) |
| الأميرة حصة الغانم                    | الأميرة نوف، والأميرة قماش |

- الأمير عبد الله بن سعود. وله من الأبناء الأمير تركي، الأميرة ربى، الأميرة رغد، والأميرة سارة.
- الأمير سعد بن سعود.
- الأمير بندر بن سعود.
- الأمير خالد بن سعود.

## بناته
- الأميرة حصة بنت سعود.
- الأميرة الجوهرة بنت سعود.
- الأميرة موضي بنت سعود. متزوجة من الشيخ حسن بن محمد الحسين ولها من الأبناء منصور (متوفى)، عبير (متزوجة من الشيخ محمد بن سعد آل شامر العجمي ولها من الأبناء مشعل، منصور، غيوض، غيداء، صيتة، والعنود)، نوف (متزوجة من الشريف علي بن غانم الناصر ولها من الأبناء غانم، الحسن، وموضي)، هتان (متزوجة من الشيخ الوليد بن محمد اليحيى ولها من الأبناء محمد، سعود، موضي، ومنوة)، وعهد (متزوجة من الشيخ مبارك بن سعد آل سعد القحطاني ولها من البنات نورة، وشوق).
- الأميرة فهدة بنت سعود. متزوجة من الشريف فيصل بن نامي بن شاهين الشريف (توفي يوم الأربعاء 26 ربيع الآخر 1427 هـ[7]) ولها من الأبناء سلطان، سعود (متوفى)، سلمان، فهد، ناجية، خالد، وجواهر.
- الأميرة طرفة بنت سعود (توفيت في 7 مايو 2016).[8] متزوجة من وليد بن أحمد الرواف[9] ولها من الأبناء متعب (توفي في 11 ديسمبر 2002)[10]، محمد، بندر، غادة، ونبتون.
- الأميرة منيرة بنت سعود. متزوجة من الأمير عبد الله بن سعود بن سعد الأول بن عبد الرحمن آل سعود ولها من الأبناء الأمير سعود، والأمير تركي، والأمير محمد، والأمير خالد، والأميرة هيا.

## وفاته
توفي الأمير سعود بن عبد الرحمن بن فيصل آل سعود عام 1965 ودفن في الطائف.